# Лагульськ
Лагу́льськ — село в Україні, у Звягельському районі Житомирської області. Населення становить 80 осіб. Входить до складу Брониківської сільської громади. 

## Географія
Через село тече річка Тня, права притока Случі.

## Історія
Село належить до Соколовського ключа.
Наприкінці 19 століття підпорядковувалося Курненській волості Звягельського повіту, у Лагульську мешкало 121 особа і було 97 садиб.
У 1906 році село Курненської волості Новоград-Волинського повіту Волинської губернії. Відстань від повітового міста 28 верст, від волості 12. Дворів 18, мешканців 101.
У 2010 році біля села 19 родин заснували родове поселення "Простір любові".
До 2017 року підпорядковувалось Кам'яномайданській сільраді.